# Workout
Workout – album studyjny amerykańskiego saksofonisty jazzowego Hanka Mobleya, wydany po raz pierwszy w 1962 roku z numerem katalogowym BLP 4080 i BST 84080 nakładem Blue Note Records.

## Powstanie
Materiał na płytę został zarejestrowany 26 marca 1961 roku przez Rudy’ego Van Geldera w należącym do niego studiu (Van Gelder Studio) w Englewood Cliffs w stanie New Jersey. Utwory wykonali: Hank Mobley (saksofon tenorowy), Grant Green (gitara), Wynton Kelly (fortepian), Paul Chambers (kontrabas), Philly Joe Jones (perkusja). Produkcją albumu zajął się Alfred Lion.

## Recepcja
Płyta zaliczana jest do najlepszych nagrań Hanka Mobleya. Autorzy The Penguin Guide to Jazz Recordings, Richard Cook i Brian Morton, napisali, iż Workout uplasowuje się tuż za Soul Station i Roll Call, dwiema płytami powstałymi w 1960 roku. Natomiast Scott Yanow z AllMusic, wystawiając albumowi notę 4,5 na 5 gwiazdek, stwierdził, iż „nie bez powodu jest to jedno z najbardziej znanych nagrań Hanka Mobleya. Chociaż  żadna z jego czterech kompozycji (Workout, Uh Huh, Smokin’, Greasin’ Easy) nie zdobyła popularności, to doskonały saksofonista jest w szczytowej formie”.

## Lista utworów
Opracowano na podstawie materiału źródłowego.
Wydanie LP
Strona A
| Nr | Tytuł utworu | Muzyka      | Długość |
| -- | ------------ | ----------- | ------- |
| 1. | „Workout”    | Hank Mobley | 9:58    |
| 2. | „Uh Huh”     | Mobley      | 10:42   |
|    |              |             | 20:40   |

Strona B
| Nr | Tytuł utworu                       | Muzyka        | Długość |
| -- | ---------------------------------- | ------------- | ------- |
| 1. | „Smokin’”                          | Mobley        | 7:27    |
| 2. | „The Best Things in Life Are Free” | Ray Henderson | 5:16    |
| 3. | „Greasin’ Easy”                    | Mobley        | 6:56    |
|    |                                    |               | 19:39   |

Utwór dodatkowy na CD
| Nr | Tytuł utworu                  | Muzyka     | Długość |
| -- | ----------------------------- | ---------- | ------- |
| 1. | „Three Coins in the Fountain” | Jule Styne | 5:22    |
|    |                               |            | 5:22    |

## Twórcy
Opracowano na podstawie materiału źródłowego.
Muzycy:
- Hank Mobley – saksofon tenorowy
- Grant Green – gitara
- Wynton Kelly – fortepian
- Paul Chambers – kontrabas
- Philly Joe Jones – perkusja

Produkcja:
- Alfred Lion – produkcja muzyczna
- Rudy Van Gelder – inżynieria dźwięku
- Reid Miles – projekt okładki
- Francis Wolff – fotografia na okładce
- Leonard Feather – liner notes